# Vellimalai
Vellimalai è una suddivisione dell'India, classificata come town panchayat, di 11.758 abitanti, situata nel distretto di Kanyakumari, nello stato federato del Tamil Nadu. In base al numero di abitanti la città rientra nella classe IV (da 10.000 a 19.999 persone).

## Geografia fisica
La città è situata a 08° 17' 15 N e 77° 21' 19 E.

## Società

### Evoluzione demografica
Al censimento del 2001 la popolazione di Vellimalai assommava a 11.758 persone, delle quali 5.842 maschi e 5.916 femmine. I bambini di età inferiore o uguale ai sei anni assommavano a 1.169, dei quali 598 maschi e 571 femmine. Infine, coloro che erano in grado di saper almeno leggere e scrivere erano 9.281, dei quali 4.784 maschi e 4.497 femmine.